# Hubert Selby Jr, deux ou trois choses
Pour plus de détails, voir Fiche technique et Distribution.
Hubert Selby Jr, deux ou trois choses est un documentaire français réalisé par Ludovic Cantais, en 1999.

## Synopsis
Hubert Selby Jr, deux ou trois choses est l'unique documentaire sur l'écrivain américain réalisé de son vivant. Filmé au crépuscule de sa vie, Hubert Selby Jr évoque, dans une véritable mise à nu, sa vie d'excès, ses obsessions, la création littéraire et la musique qui a influencé son œuvre.

## Fiche technique
- Titre : Hubert Selby Jr, deux ou trois choses ((en) anglais : A Couple of Things About Hubert Selby Jr)
- Réalisation : Ludovic Cantais
- Directeur de la photographie : Florence Levasseur
- Ingénieur du son : Jacques Sans
- Montage : Yvan Gaillard
- Mixage : Jean-Christophe Julé
- Voix Off : Pierre Sénélas
- Producteur : Sébastien Hussenot
- Production : La Luna Productions
- Musique : Ludwig Van Beethoven, « Appasionata » Interprétation Sviatoslav Richter ; « Quatuor à cordes N°5 en La majeur Opus » Interprétation Alban Berg
- Traductions : Sana Leopold Wauters et Christine Renaudin
- Genre : documentaire
- Pays :  France
- Format : Vidéo
- Durée : 53 minutes
- Lieux de tournage : Los Angeles, West Hollywood
- Date de sortie en France : 8 mars 2000
- Édition DVD : Mai 2005 – La Luna Productions

## Tournage
Le tournage s'est effectué du 5 au 20 septembre 1998 à Los Angeles avec pour tout budget la somme de 8 000 euros, le film n'ayant bénéficié d'aucune subvention au préalable excepté la bourse de la Fondation Marcel Bleustein Blanchet et une dotation de la SCAM. La majeure partie du film se déroule à West Hollywood, chez l'écrivain lui-même et dans son quartier. On le suit dans ses pérégrinations quotidiennes, notamment lors d'une lecture publique au Moondog Café et à l'University of Southern California où il enseigne. Réalisé sans archive ni commentaire, ce documentaire surprit et séduisit de nombreux spectateurs à sa sortie. En effet, on y découvre l'auteur de Last Exit to Brooklyn en septuagénaire serein, épris de quête spirituelle, loin de son image d'écrivain sulfureux et misanthrope,.
Ce portrait de Hubert Selby, Jr. fut tourné lors de la sortie de son livre The Willow Tree (Le Saule), après vingt ans de silence.

## Autour du film
Le film a été sélectionné dans de nombreux festivals, et a reçu le Grand Prix du documentaire de Bucarest en 2000.
Song to myself, publié aux éditions Trouble fête, paraît en 2004. Cet ouvrage comprend les textes inédits d'Hubert Selby Jr lus au Moondog Café accompagnées de photographies prises par Ludovic Cantais pendant le tournage.
L'ensemble des photographies a fait l'objet de plusieurs expositions,.

## Réception et critiques
Le film est bien reçu par la critique. En effet, Samuel Douhaire de Libération écrit que « Cantais a eu la bonne idée d'expédier en introduction tout l'aspect sulfureux des écrits du Céline américain pour mieux se concentrer sur l'homme Selby : un papy chaleureux, aussi doux que ses romans sont furieux ».
Pour Martine Silber, du Monde, le film « fait le portrait d'un écrivain hors normes, mal connu, longtemps considéré comme un fou furieux » et qui transmet « comment l'écriture l'a sauvé ».
Jean-Baptiste Hanak, pour le site Chronic'art, précise que les questions de Ludovic Cantais sont « perspicaces [...] [qu']elles laissent parler l'homme »
Nathalie Crome, pour La Croix, parle d' « un film simple et sincère qui touchera tous ceux qu'intéresse le mystère de la création littéraire »

## Distinctions
- 1997 - Fondation Marcel-Bleustein-Blanchet pour la vocation
- 1998 - Bourse de la SCAM « Brouillon d'un rêve »
- 2000 - Grand Prix du documentaire au Festival de Bucarest, Dakino